# アムール級機雷敷設艦 (初代)
| アムール級機雷敷設艦 (1898) | アムール級機雷敷設艦 (1898)                                                           |
| --------------------------- | ------------------------------------------------------------------------------------- |
|                             |                                                                                       |
| 艦級概観                    |                                                                                       |
| 艦種                        | 機雷敷設艦                                                                            |
| 艦名                        | 河川名に由来                                                                          |
| 前級                        | なし                                                                                  |
| 次級                        | アムール級機雷敷設艦 (1905)                                                           |
| 性能諸元                    |                                                                                       |
| 排水量                      |                                                                                       |
| 全長                        | （水線長：91.4m）                                                                     |
| 全幅                        | 12.5m                                                                                 |
| 吃水                        | 5.5m                                                                                  |
| 機関                        | ベルヴィール水管ボイラー12基、直列三段膨張蒸気機関2機                                 |
| 最大出力                    | 4,700馬力                                                                             |
| 最大速力                    | 18ノット                                                                              |
| 航続距離                    | 10ノット/2,000海里                                                                    |
| 燃料                        | 406t(石炭)                                                                            |
| 乗員                        | 317名                                                                                 |
| 兵装                        | 5 × 3インチ砲 7 × ホッチキス QF 3ポンド砲 1 × 15-インチ (381 mm) 魚雷発射管 機雷300発 |

アムール級機雷敷設艦は、初めから敷設艦として建造された外洋航行可能な艦として世界初であった。これらの敷設艦はどれも1890年代後半にロシア帝国海軍のために建造された。1904年から1905年の日露戦争中、これらの艦は太平洋艦隊に配属された。「エニセイ」は戦争開始の2日後、機雷原の構築作業中に、自らが敷設した機雷の一つに触雷して沈没した。「アムール」が敷設した機雷原のうち、一つは日本の前弩級戦艦「初瀬」と「八島」を沈めた。1904年12月、日本軍は旅順港周辺の高地を奪取し、「アムール」は日本軍の榴弾砲により撃沈された。この艦は後に日本により浮揚解体された。

## 設計と構造
アムール級機雷敷設艦は、高速でも機雷を投下敷設できるよう設計されており、艦尾は大きくオーバーハングしている。機雷は、艦尾の複数のドアを通ってプロペラよりも後方へと投下される。ドアはそれぞれ機雷投下レールにつながっており、レールは機雷収容区画と直結している。
本級は水線長が91.4m、最大艦幅は12.5m、喫水は5.5mである。本級の艦は二本のポールマストと衝角を装備した。
本級には2機の直列三段膨張蒸気機関が設けられ、それぞれが1軸のプロペラへと動力を伝達した。また、12基のベルヴィール水管ボイラーが蒸気を供給した。これらの機関は総計で4,700馬力を供給するよう設計され、艦に18ノットの最大速度を与えた。艦は406tの石炭を搭載し、巡航10ノットで2,000海里の航続距離を有した。
アムール級機雷敷設艦の主兵装は、5門の75mmキャネット型1892 50口径砲で構成された。この砲は、最大仰角21度の状態で、10.8ポンド(4.9kg)の砲弾を射程約8,600ヤード(7,864m)まで射出した。砲口初速は2,700 ft/s (820 m/s)である。発射速度は毎分12発から15発である。また本級の艦には7門のホチキス製47mm砲が搭載された。この砲は3.3ポンド(1.5kg)の砲弾を砲口初速1,476 ft/s (450m/s)で撃ち出した。発射速度は毎分20発、射程は2,020ヤード(1,850m)である。本級には15インチ(381 mm)の魚雷発射管1門が備えられ、また300発の機雷が搭載された。

## 戦歴
「アムール」と「エニセイ」の両艦ともにサンクトペテルブルクのバルチック造船所で建造された。ともに1898年に起工し、翌年に竣工した。いずれも日露戦争開戦の1904年に太平洋艦隊に配属され、旅順港を母港とした。日本軍が1904年2月8日から9日にかけて行った旅順口の奇襲から二日後、「エニセイ」は大連湾に機雷原を敷設していたが、この際に機雷1発が外れて艦の方へと漂流し始めた。この機雷を回避しようと運動した「エニセイ」は、自艦が敷設したばかりの機雷原に誤って進入してしまい、触雷した。爆発によって、まだレール上にあった8発の機雷が起爆し、乗員96名から100名が死亡、艦は20分で沈没した。「エニセイ」沈没に対して防護巡洋艦「ボヤーリン」と4隻の駆逐艦が出港したが、今度は「ボヤーリン」が「エニセイ」の敷設した機雷1発に触雷した。この爆発で機関部が冠水したため、乗員は「ボヤーリン」を放棄した。「ボヤーリン」はこの時点では沈む様子もなかったが、翌日 大連湾を襲った嵐により浸水、沈没した。
1904年5月15日朝、梨羽時起海軍少将は、前弩級戦艦「初瀬」、「八島」、「敷島」からなる戦隊を指揮して旅順口砲撃に向かった。戦隊はアムールが前夜に敷設した50発の機雷原と遭遇した。「初瀬」が機雷1発に触雷、機関部が損傷し操舵不能に陥った。そのため「初瀬」は漂流して別の機雷に接触、その爆発で前部弾薬庫が誘爆した。艦は約90秒で沈没し、496名が艦と共に沈んだ。「八島」は漂流中の「初瀬」を迂回しようと運動して別の機雷と接触したものの、曳航により機雷原から離脱した。しかし午後遅くには「八島」の浸水が止められない状態となったため乗員が退艦、その3時間後には転覆沈没した。
「アムール」はその後の旅順攻囲戦を受け、1904年12月8日には乾ドック内で二十八糎砲弾による一連の砲撃を受けた。艦は左舷に打ち倒され、68度に傾斜した状態でドックに静止した。12月18日には再び砲弾30発の直撃を受け、左舷から沈んだ。日本海軍は「アムール」を浮揚し再利用する予定で「龍川」や「木曽」の候補艦名を準備していたが、結局スクラップとして処分した。